# Núi Tà Ô
Núi Tà Ô (tiếng Khmer: ភ្នំតាអូរ ; phiên âm: Phnom Ta Our) là một ngọn núi của Campuchia nằm ở khu vực biên giới, cách Việt Nam 1,3 km. Núi thuộc địa phận xã Tà Ô, huyện Kiri Vong, tỉnh Takéo. Đối diện núi là địa phận xã Vĩnh Gia, huyện Tri Tôn, tỉnh An Giang. Núi có diện tích khoảng 1,3 km2, chu vi khoảng 4,3 km. Xung quanh núi là các cánh đồng ruộng lúa.
Dân cư sống xung quanh núi, dọc theo trục đường bao quanh núi. Phía tây bắc có chùa Cheav Pdei Tây, phía đông có chùa Wat Thearavati (hay chùa Cheav Pdei Đông). Khu vực núi là địa điểm tập kết trâu, bò từ Campuchia được các thương lái mang sang Việt Nam.